# أكسل شوستر
أكسل شوستر (بالألمانية: Axel Schuster)‏ هو مجدف ألماني، ولد في 11 فبراير 1976 في برلين الشرقية.

## وصلات خارجية
- أكسل شوستر على موقع الاتحاد الدولي للتجديف (الإنجليزية)
- أكسل شوستر على موقع اللجنة الأولمبية الدولية (الإنجليزية)
- أكسل شوستر على موقع أوليمبيديا (الإنجليزية)